# Frank Wels
Frank Wels (Ede, 21 febbraio 1909 – Gorinchem, 16 febbraio 1982) è stato un calciatore olandese, di ruolo attaccante.